# Convento jurídico asturicense

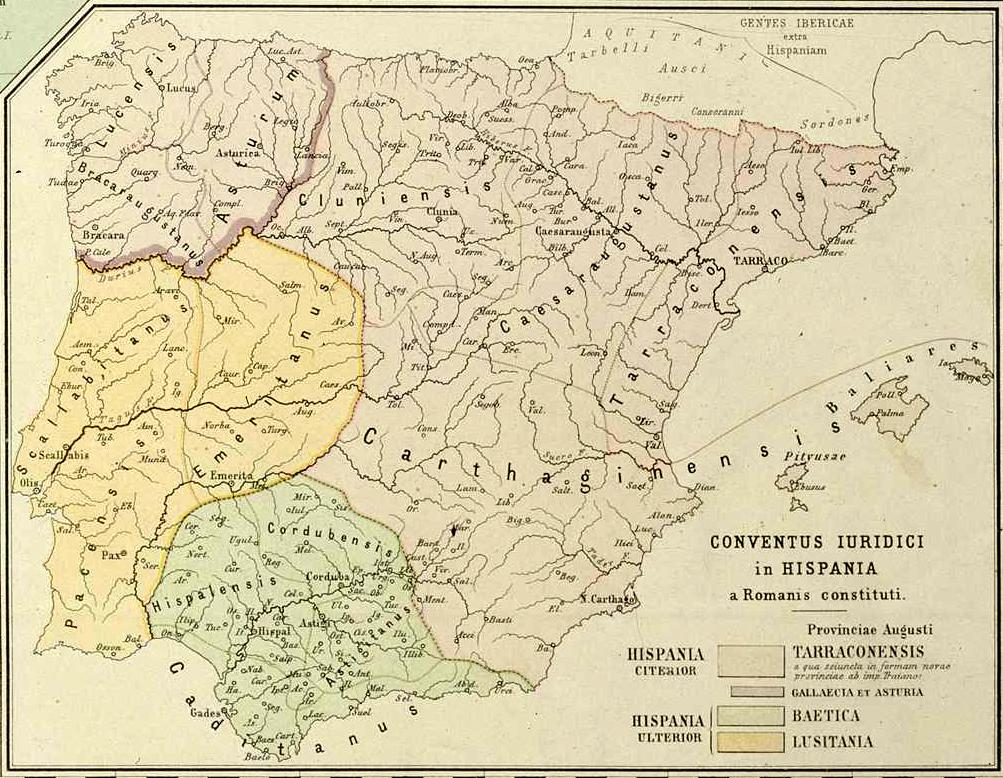
El conventus Asturum, en Gallaecia.

El convento jurídico asturicense (en latín, conventus juridicus Asturicensis, conventus juridicus Asturum, o simplemente conventus Asturicensis) fue una división judicial romana, conventus, de la provincia Tarraconense, creada entre los imperios de Augusto y de Claudio, y fue uno de los territorios incluidos por Caracalla en la efímera provincia Nova Hispania Citerior Antoniniana, para pasar a formar parte con la reforma de Diocleciano de la provincia de Gallaecia. Su capital era Asturica Augusta (actual Astorga), encrucijada de varias vías militares romanas, y a su frente estaba un legatus iuridicus senatorial, designado por el emperador, pero sometido al legado de la provincia.
Sus límites coincidían con los del pueblo prerromano de los astures y, aunque no están suficientemente claros en toda su extensión, estos comprendían los actuales territorios de las provincias españolas de León, Asturias, la mitad occidental de la de Zamora y la mitad oriental de las de Lugo y Orense, así como la región portuguesa de Tras os Montes. Su nombre proviene de la antigua instalación de los astures en dichos territorios.
Se sabe por la obra de Plinio el Viejo que el convento asturiano contaba con veintidós pueblos para un total de 240 000 personas libres (el convento de Braga, 285 000, y el de Lugo, 166 000).